# Janne Müller-Wieland
Pour les articles homonymes, voir Müller et Wieland.
Janne Müller-Wieland est une joueuse allemande de hockey sur gazon née le 28 octobre 1986 à Hambourg. Elle a remporté avec l'équipe d'Allemagne la médaille de bronze du tournoi féminin aux Jeux olympiques d'été de 2016 à Rio de Janeiro.